# Женски покрет (часопис)
Женски покрет  је први југословенски феминистички часопис. Издавало га је Друштво за просвећивање жене и заштиту њених права од 1920. до 1938. године. Часопис је окупљао широк круг сарадника и феминисткиња из свих делова Југославије, и обрађивао теме из различитих области и дисциплина.

## Историјат
Женски покрет је као покренут 18. априла 1920. године као гласило Друштва за просвећење жене и заштиту њених права, које је основано годину дана раније у Београду, а затим  формирани огранци у Сарајеву, Љубљани, Загребу и Бањалуци. Часопис су, формално  и  садржински, одређивали програмски  циљеви  и  активности  Друштва.
Првих година излажења часопис је потенцирао југословенску оријентацију, која се симболички огледала и у наслову који је у једном периоду излажења часописа штампан и на латиници и на ћирилици (Женски покрет/Ženski pokret), као и на словеначком језику (Žensko gibanje), а текстови су такође објављивани на оба писма и на словеначком језику.
Прва  уредница Женског  покрета била је Зорка Каснар, а књижевни одбор сачињавале су Делфа Иванић, Милева Петровић, Паулина Лебл-Албала и Ружа Винтерштајн-Јовановић. Касније су се на месту уреднице смењивале Катарина Богдановић, Милева Б. Милојевић, Вера Јовановић, Алојзија Штеби и Даринка Стојановић. Власница часописа, све време његовог излажења била је Милица Дедијер.
Идеја о чистом женском листу, није могла бити доследно реализована, сходно важећој законској регулативи која није дозвољавала  женама, с обзиром на то да нису имале гласачко право, да буду одговорне уреднице часописа. Одговорни уредник Женског покрета  био је Петар Р. Милосављевић. Док су имена уредница штампана одмах испод наслова часописа, име законски наметнутог уредника  штампано је ситним фонтом на дну последње стране. Од шестог броја на  месту  одговорног уредника налази се Бранко Миљковић. Реч је о испуњавању форме, јер су уреднички посао све време излажења часописа обављале жене.

### Тематика
- Историја феминистичких покрета
- Однос феминистичке теорије и праксе
- Културна историја жена
- Борба за стицање политичких права
- Педагошке теме
- Економске теме
- Социјалне теме
- Књижевни прилози и књижевна критика

### Изглед листа
Часопис је излазио у формату од 48 cm до 1927. године, а од 1932. године у формату од 24 cm. Лист је искључиво текстуалног садржаја, што је форма коју је неговао највећим делом свога трајања, одричући се укључивања  илустрација и фотографије у визуелни идентитет часописа због програмске озбиљности и потребе да се разликује од илустрованих  женских  магазина. Током готово дводеценијског излажења текстуални садржај је пратило свега неколико илустрација.

### Периодичност излажења
Женски  покрет почео је да излази као месечни часопис. Од 1927. до 1932. године излазио је петнаестодневно а затим опет месечно, све чешће као двоброј или троброја, што је  била  последица  финансијских тешкоћа које су коначно довеле до гашења часописа 1938. године.

### Место издавања
Београд, 1920—1938.

## Галерија
- Насловна страна из 1923. ћирилицом и латиницом и на словеначком језику
- Насловна страна из 1927. године
- Насловна страна бр. 8 из 1927. године, једна од ретких илустрација
- Насловна страна из 1932. године
- Насловна страна последњег броја из децембра 1938. године